# Джанін (провінція)
32°28′ пн. ш. 35°18′ сх. д. / 32.46° пн. ш. 35.3° сх. д.
Губернаторство Джанін (араб. محافظة جنين, трансліт. Muḥāfaẓat Ǧanīn) — одне з 16 губернаторств Палестини. Охоплює північну частину Західного берега, включаючи територію навколо міста Джанін.

## Історія
Протягом перших шести місяців Першої палестинської інтифади ізраїльська армія в 1987—1988 роках розстріляла 59 осіб у провінції Джанін.

Це єдине губернаторство на Західному березі річки Йордан, де більша частина території знаходиться під контролем Палестинської національної адміністрації . Чотири ізраїльські поселення були евакуйовані в рамках одностороннього плану розмежування Ізраїлю в 2005 році.

## Населення
За даними перепису населення Палестинського центрального статистичного бюро 2017 року, населення мухафази становило 314 866 осіб. Населення збільшилося у порівнянні з результатами перепису 2007 року: 256 619 осіб, які проживають у 47 437 домогосподарствах. 100 701 житель (або 39 %) були молодше 63 років (або 31 %) та були зареєстрованими біженцями. Згідно з переписом населення Палестинського центрального статистичного бюро 1997 року, населення губернаторства становило 195 074 особи.

## Населені пункти

### Міста
- Джанін (включає табір Дженін)
- Кабатія

### Муніципалітети
- Аджа
- Арраба
- Буркін
- Дахіят Сабах аль-Хей
- Дейр Абу Даіф
- Джаба
- Кафр Дан
- Кафр-Рай
- Мейталун
- Силат аль-Харитія
- Силат ад-Дахр
- Я'бад
- аль-Ямун
- Забабдех

### Сільські поселення
Нижче наведено список палестинських населених пунктів у губернаторстві Джанін з населенням понад 1000 осіб.
| - Анін - Анза - Арака - Аррана - аль-Аттара - Бартаа аш-Шаркія - Бейт Кад - Бір аль-Баша - Дейр Газале - Фахма - Фандакумія - Faqqua - Джаламах - Ялбун - Ялхамус - Юдейда - Куфейріт | - Мірка - Місілях - аль-Мугаїр - Назлет Зейд - Руммана - Санур - аш-Шухада - сер - ат-Тайба - Ті'їник - Тура аль-Гарбія - Умм ар-Ріхан - Умм ат-Тут - Зубуба |  |